# Coelioxys holmbergi
Coelioxys holmbergi är en biart som beskrevs av Carlos Schrottky 1920. Coelioxys holmbergi ingår i släktet kägelbin, och familjen buksamlarbin. Inga underarter finns listade i Catalogue of Life.